# 至学館大学の人物一覧
至学館大学の人物一覧（しがっかんだいがくのじんぶついちらん）は、至学館大学（至学館大学短期大学部を含む）に関係する人物の一覧記事。

## 著名な教職員
- 谷岡郁子 - 学長。元参議院議員
- 吉田沙保里 - 元副学長。元レスリング選手
- 渡辺健一 - 客員教授
- ジョン・ギャスライト - 客員教授
- 野中ともよ - 客員教授
- 日蔭温子 - 客員教授
- 栄和人 - レスリング部監督
- 正木晃 - 元助教授
- 鳥越信 - 元子ども文化研究所客員教授
- 石田芳弘 - コミュニケーション研究所所長
- 駒井洋 - 名誉教授
- 越智久美子 - 准教授（近・現代史、スポーツ史、主権者教育、平和教育）
- 久野昭 - 元教授　哲学者
- 寺本明日香 - 研究員　体操競技部女子監督

## 著名な在学生
- 稲垣柚香
- 吉元玲美那

## OB・OG
※「中京女子大学」時の在籍者も含む。

### レスリング選手
- 坂本涼子
- 宮本知恵
- 岩間怜那
- 伊調馨
- 伊調千春
- 小原日登美（旧姓:坂本）
- 坂本真喜子
- 坂本襟
- 甲斐友梨
- 新海真美
- 西牧未央
- 井上佳子
- 渡利璃穏
- 伊藤彩香
- 志土地希果
- 登坂絵莉
- 栄希和
- 土性沙羅
- 角谷萌々果
- 川井梨紗子
- 川井友香子
- 向田真優
- 奥野春菜
- 五十嵐未帆
- 源平彩南
- 吉田沙保里
- 五十嵐彩季
- 南條早映
- 花井瑛絵
- 松雪成葉
- 松雪泰葉

### 格闘家
- ＼(^o^)／チエ（石井千恵） - 元女子プロレスラー
- 本橋裕子 - 女子プロレスラー
- 辻結花 - 女子総合格闘家
- おっさん（大門まい子） - 女子総合格闘家
- 高林恭子 - 女子総合格闘家
- 長野美香（中退） - 女子総合格闘家

　※以上はレスリング部出身
- ジャングル叫女 - 女子プロレスラー

### プロ野球選手
- 深澤美和 - 元女子プロ野球選手。現・至学館高校および至学館大学女子硬式野球部監督
- 奥田実里 - 元女子プロ野球選手
- 新原千恵（中退） - 元女子プロ野球選手。埼玉アストライア監督
- 佐伯千夏 - 元女子プロ野球選手
- 大澤靖子 - 元女子プロ野球選手
- 榊原梨奈 - 女子プロ野球選手
- 坂東瑞紀 - 女子プロ野球選手
- 三輪裕子 - 元女子プロ野球選手

### 陸上競技
- 山本定子 - 女子やり投選手
- 児島文 - 女子円盤投・砲丸投選手
- 山内リエ - 女子走り高跳び他選手
- 吉野トヨ子 - 女子円盤投選手
- 今井美希 - 女子走り高跳び選手
- 今井沙緒里 - 陸上競技選手
- 福本幸 - 女子走り高跳び選手、高等学校教員

### その他
- 伊藤由里子 - 元エアロビック女子シングル世界チャンピオン
- 岡本祥佳 - バレーボール選手、上尾メディックス所属
- 唐見実世子 - 自転車ロードレースプロ選手、イタリアサッカレリ所属
- 土屋実沙希（中退） - ボートレーサー
- 末松佳子 - カヌー選手
- 門奈裕子 - フィギュアスケートコーチ
- ゆめまる - YouTuber、東海オンエアのメンバー